# Simeon ten Holt
Simeon ten Holt (Bergen (Noord-Holland), 24 januari 1923 – Alkmaar, 25 november 2012) was een Nederlandse componist. Hij was een zoon van de schilder Henri ten Holt en Catharina Maria Cox. Hijzelf was getrouwd met Colette Noël. De schilder Friso ten Holt was een broer van hem. Simeon ten Holt is erelid van het KunstenaarsCentrumBergen (KCB).

## Levensloop
Na zijn studie bij de Bergense componist Jacob van Domselaer vertrok Ten Holt in 1949 naar Parijs, waar hij aan de École Normale de Musique de Paris lessen volgde van Arthur Honegger en Darius Milhaud. In 1954 keerde hij terug naar Bergen.
Naast zijn werk als componist, publiceerde hij vanaf 1961 artikelen in het literair tijdschrift Raster, trad hij op als pianist, was hij actief in het Bergense kunstleven en experimenteerde hij met elektronische muziek en muziektheater.
Van 1970 tot 1987 gaf Ten Holt les in hedendaagse muziek aan de Academie voor beeldende kunsten in Arnhem (later als ArtEZ Academie voor beeldende kunsten Arnhem opgegaan in de huidige ArtEZ hogeschool voor de kunsten).
Uitvoeringen van Ten Holts muziek waren niet zelden totaalevenementen, waarbij zowel de pianisten als het publiek elkaar aflosten, vanwege de mogelijkheid om een stuk uren te laten duren. Een uitvoering van Lemniscaat in Bergen bijvoorbeeld nam bijna een etmaal in beslag. Hierover zegt Ten Holt in zijn memoires: Ook de veronderstelling van hoe-langer-hoe-beter is een vergissing als de spanning tussen twee tijdpunten ontbreekt en er niet meer klinkt dan zinloze herhaling van hetzelfde.

## Muzikale ontwikkeling

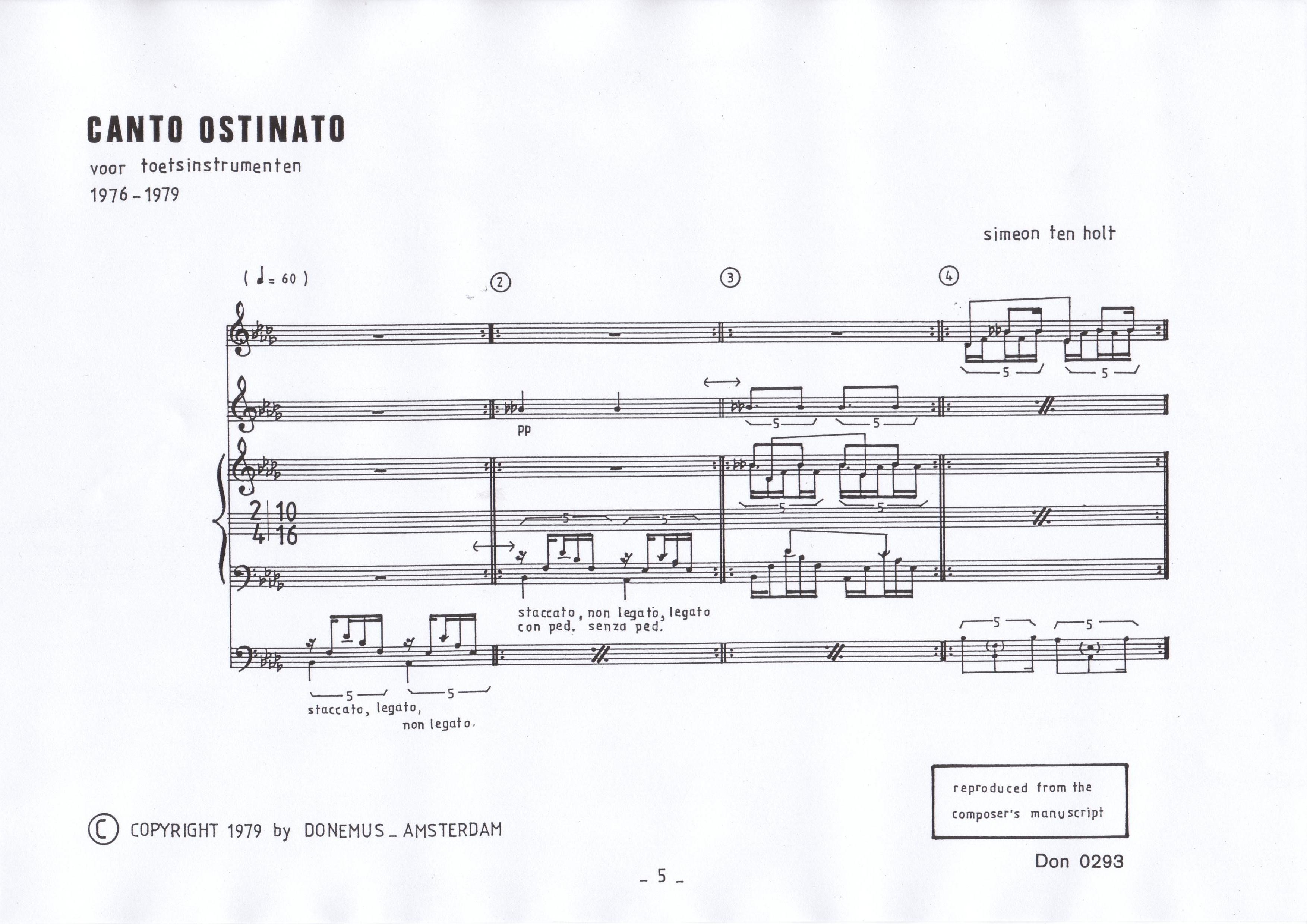
De eerste maten van Canto Ostinato

In de loop van de jaren vijftig componeerde hij Bagatellen en een aantal stukken waarin de door hemzelf ontwikkelde diagonaalgedachte tot uiting kwam: Diagonaalmuziek (1956-1958), Diagonaalsuite (1957) en Diagonaalsonate (1959). Zijn gedachte was om simultaan gebruik te maken van complementaire toonsoorten in tritonusverhouding. Op die manier kon hij vrijer omgaan met de tegenstelling tussen tonaliteit en atonaliteit.
Vanaf 1961 raakte de componist onder de invloed van het serialisme. Cyclus aan de waanzin (1961) was daarvan de eerste uiting. Kenmerkend voor zijn werkmethode was de theoretische benadering van een compositie. Een werk ontstond uit formalistische overwegingen en vervolgens op papier.
In de jaren zeventig zwoer Ten Holt zijn seriële werkmethode af: hij ging componeren op het klavier van de piano in plaats van op papier. Hij werkte vervolgens jarenlang (1975-1979) aan Canto Ostinato dat veel succes opleverde. Volgens dezelfde op herhaling en tonaliteit gebaseerde gedachte ontstonden in de loop der jaren meer lange pianostukken: Lemniscaat (1983), Horizon (1985), Incantatie IV (1990) en Méandres (1999). Ten Holt noemde de stukken afspiegelingen van zijn eigen innerlijk, in tegenstelling tot de formele werken die hij vóór Canto Ostinato schreef.

## Werken

### Piano
- Kompositie I, II, III, IV (1942-1945)
- Sonate (1953)
- 20 Bagatellen (1954)
- Allegro ex machina (1955)
- Diagonaalsuite (1957)
- Muziek voor Pieter, 7 kleine stukken voor piano (1958)
- Diagonaalsonate (1959)
- Soloduiveldans I (1959)
- Epigrammen (1959)
- 5 Etudes (1961)
- Cyclus aan de Waanzin (1961-1962)
- Sekwensen, voor 1 of 2 piano's (1965)
- Interpolations (1969)
- 5 Pieces (1970-1972)
- Canto Ostinato, voor toetsinstrumenten (1976-1979)
- Natalon in E (1980)
- Lemniscaat, voor toetsinstrumenten (1982-1983)
- Horizon, voor toetsinstrumenten (1983-1985)
- Soloduiveldans II (1986)
- Incantatie IV, voor toets- en andere instrumenten (1987-1990)
- Soloduiveldans III (1990)
- Schaduw noch Prooi, voor 2 piano's (1993-1995)
- Eadem sed Aliter (hetzelfde maar anders) (1995)
- Méandres, voor 4 piano's (1997)
- Soloduiveldans IV (1998)

### Kamermuziek
- Suite, voor strijkkwartet (2 violen, altviool, cello) (1954 -1955)
- Diagonaalmuziek, voor strijkers (1958)
- Quartetto: per archi, (2 violen, altviool, cello) (1965)
- Differenties, voor gemengd ensemble, (3 clarinetti, piano, fibrafono, 2-11 spelers) (1969)
- Scenario-X, voor koperkwintet (2 trompetten, horn, trombone, tuba) (1970)
- Palimpsest, voor strijkseptet (4 violen, altviool, cello en contrabas) (1990-1992, 1993 gereviseerd)
- Capriccio, voor solo viool (1999)

### Elektronische muziek
- Inferno I & II (1970-1971)
- Module IV (1970-1972)
- I am Sylvia but somebody else (1973)

### Vocaal
- ..A/ .TA-LON, voor mezzo-sopraan en 36 spelende en pratende instrumentalisten (Voor sopraan, piccolo, fluit, altfluit, 2 hobo's, althobo, es-klarinet, 2 klarinetten, 2 basklarinetten, fagot, 3 trompetten, trombone, 2 hoorns, harp, gitaar, mandoline, piano, marimba, vibrafoon, 3 violen, 3 altviolen, 3 cello's en 3 contrabassen. - Klanktekst) (1967-1968)
- Koorprojekt 75, basismateriaal voor 3 koorgroepen, 4 spreekstemmen, elektronica (1975)
- Bi-Ba-Bo voor vocaal kwartet (1980)

### Overig
- Tripticon, voor slagwerk (1965)
- Kockyn : een kermiskroniek, filmmuziek voor piano, gitaar en metallofoon (1966)
- Centri-fuga, voor orkest (1976-1979)
- Une musique blanche voor orkest (1980-1982)